# Großer Preis von Südafrika
Der Große Preis von Südafrika ist ein bislang 33 Mal ausgetragenes Automobilrennen.
Das erste Rennen fand im Jahre 1934 auf dem Prince George Circuit in East London statt. Ab 1962 zählte das Rennen 23 Mal zur Formel-1-Weltmeisterschaft. Ab 1967 war der Kyalami Grand Prix Circuit Austragungsort. Rekordsieger ist Jim Clark mit vier Siegen.
Bis 1966 liefen die 12 Rennen unter dem Namen International RAC Grand Prix of South Africa. Seit 1967 ist der Name der Veranstaltung Grand Prix of South Africa. Auch die Nummerierung begann mit der Umbenennung von vorn.
Im Jahr 2022 hat Formel-1-CEO Stefano Domenicali Gespräche aufgenommen, um den Großen Preis von Südafrika in den Kalender zurückzubringen. Im Rennkalender 2023 wurde dieser jedoch nicht berücksichtigt.
Ein neuer Anlauf wird im Jahr 2025 für die Saison 2026 oder 2027 genommen. Das Ministerium für Sport, Kunst und Kultur unter Gayton McKenzie hat im Januar 2025 eine Ausschreibung zur Interessensbekundung gestartet, um einen möglichen Standort für einen Grand Prix ab 2026 oder 2027 zu identifizieren – für einen anvisierten Zeitraum von zehn Jahren.
Am 9. April 2025 wurde mitgeteilt, dass die südafrikanische Regierung kurz davor stehe, eine Entscheidung zu treffen, welche Bewerbung unterstützen werde. Demnach steht neben dem Kyalami Grand Prix Circuit auch ein Stadtkurs in Kapstadt, entworfen von Hermann Tilke zur Auswahl.

## Streckenvarianten

Prince George Circuit 1934 (24,461 km)
Prince George Circuit 1936–1939 (18,619 km)
Prince George Circuit 1960–1966 (3,920 km)
Kyalami Grand Prix Circuit 1968–1985 (4,104 km)
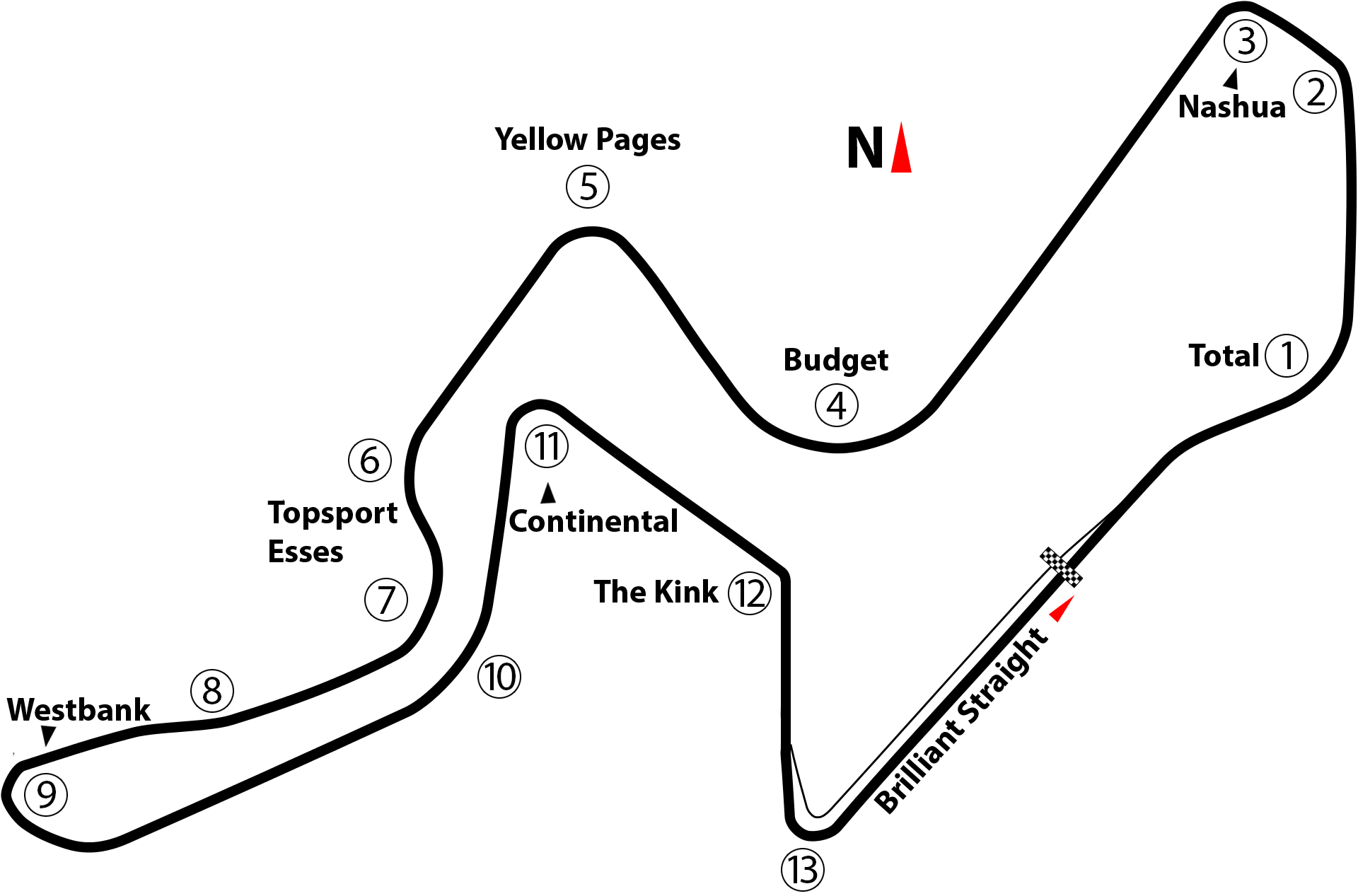
Kyalami Grand Prix Circuit 1992–1993 (4,261 km)

## Ergebnisse
| I     | 1934          | East London                     | GP                              | Whitney Straight (Maserati)       | unbekannt                           | unbekannt                             | unbekannt                        | unbekannt                        |                                 |                                 |
|       | 1935          | kein Großer Preis von Südafrika | kein Großer Preis von Südafrika | kein Großer Preis von Südafrika   | kein Großer Preis von Südafrika     | kein Großer Preis von Südafrika       | kein Großer Preis von Südafrika  | kein Großer Preis von Südafrika  |                                 |                                 |
| II    | 1936          | East London                     | GP                              | Mario Massacuratti (Bugatti)      | Jean-Pierre Wimille (Bugatti)       | Pat Fairfield (ERA)                   | unbekannt                        | unbekannt                        |                                 |                                 |
| III   | 1937          | East London                     | GP                              | Pat Fairfield (ERA)               | unbekannt                           | unbekannt                             | unbekannt                        | unbekannt                        |                                 |                                 |
| VI    | 1938          | East London                     | GP                              | Buller Meyer (Riley)              | unbekannt                           | unbekannt                             | unbekannt                        | unbekannt                        |                                 |                                 |
| V     | 1939          | East London                     | GP                              | Luigi Villoresi (Maserati)        | Franco Cortese (Maserati)           | Mario Massacuratti (Maserati)         | Luigi Villoresi (Maserati)       | Mario Massacuratti (Maserati)    |                                 |                                 |
|       | 1940 bis 1959 | kein Großer Preis von Südafrika | kein Großer Preis von Südafrika | kein Großer Preis von Südafrika   | kein Großer Preis von Südafrika     | kein Großer Preis von Südafrika       | kein Großer Preis von Südafrika  | kein Großer Preis von Südafrika  |                                 |                                 |
| VI    | 1960          | East London                     |                                 | Paul Frère (Cooper)               | Stirling Moss (Cooper-Borgward)     | Syd van der Vyver (Cooper-Alfa Romeo) | unbekannt                        | Stirling Moss (Cooper-Borgward)  |                                 |                                 |
| VII   | 1960          | East London                     |                                 | Stirling Moss (Porsche)           | Jo Bonnier (Porsche)                | Jack Brabham (Cooper-Climax)          | Stirling Moss (Porsche)          | Jo Bonnier (Porsche)             |                                 |                                 |
| VIII  | 1961          | East London                     |                                 | Jim Clark (Lotus-Climax)          | Stirling Moss (Lotus-Climax)        | Jo Bonnier (Porsche)                  | Jim Clark (Lotus-Climax)         | Jim Clark (Lotus-Climax)         |                                 |                                 |
| IX    | 1962          | East London                     | F1                              | Graham Hill (B.R.M.)              | Bruce McLaren (Cooper-Climax)       | Tony Maggs (Cooper-Climax)            | Jim Clark (Lotus-Climax)         | Jim Clark (Lotus-Climax)         |                                 |                                 |
| X     | 1963          | East London                     | F1                              | Jim Clark (Lotus-Climax)          | Dan Gurney (Brabham-Climax)         | Graham Hill (B.R.M.)                  | Jim Clark (Lotus-Climax)         | Dan Gurney (Brabham-Climax)      |                                 |                                 |
|       | 1964          | kein Großer Preis von Südafrika | kein Großer Preis von Südafrika | kein Großer Preis von Südafrika   | kein Großer Preis von Südafrika     | kein Großer Preis von Südafrika       | kein Großer Preis von Südafrika  | kein Großer Preis von Südafrika  |                                 |                                 |
| XI    | 1965          | East London                     | F1                              | Jim Clark (Lotus-Climax)          | John Surtees (Ferrari)              | Graham Hill (B.R.M.)                  | Jim Clark (Lotus-Climax)         | Jim Clark (Lotus-Climax)         |                                 |                                 |
| XII   | 1966          | East London                     | F1                              | Mike Spence (Lotus-Climax)        | Jo Siffert (Brabham-B.R.M.)         | Peter Arundell (Lotus-Climax)         | Jack Brabham (Brabham-Repco)     | Jack Brabham (Brabham-Repco)     |                                 |                                 |
|       |               |                                 |                                 |                                   |                                     |                                       |                                  |                                  |                                 |                                 |
| I     | 1967          | Kyalami                         | F1                              | Pedro Rodríguez (Cooper-Maserati) | John Love (Cooper-Climax)           | John Surtees (Honda)                  | Jack Brabham (Brabham-Repco)     | Denis Hulme (Brabham-Repco)      |                                 |                                 |
| II    | 1968          | Kyalami                         | F1                              | Jim Clark (Lotus-Ford)            | Graham Hill (Lotus-Ford)            | Jochen Rindt (Brabham-Repco)          | Jim Clark (Lotus-Ford)           | Jim Clark (Lotus-Ford)           |                                 |                                 |
| III   | 1969          | Kyalami                         | F1                              | Jackie Stewart (Matra-Ford)       | Graham Hill (Lotus-Ford)            | Denis Hulme (McLaren-Ford)            | Jack Brabham (Brabham-Ford)      | Jackie Stewart (Matra-Ford)      |                                 |                                 |
| IV    | 1970          | Kyalami                         | F1                              | Jack Brabham (Brabham-Ford)       | Denis Hulme (McLaren-Ford)          | Jackie Stewart (March-Ford)           | Jackie Stewart (March-Ford)      | John Surtees (McLaren-Ford)      |                                 |                                 |
| V     | 1971          | Kyalami                         | F1                              | Mario Andretti (Ferrari)          | Jackie Stewart (Tyrrell-Ford)       | Clay Regazzoni (Ferrari)              | Jackie Stewart (March-Ford)      | Mario Andretti (Ferrari)         |                                 |                                 |
| VI    | 1972          | Kyalami                         | F1                              | Denis Hulme (McLaren-Ford)        | Emerson Fittipaldi (Lotus-Ford)     | Peter Revson (McLaren-Ford)           | Jackie Stewart (Tyrrell-Ford)    | Mike Hailwood (Surtees-Ford)     |                                 |                                 |
| VII   | 1973          | Kyalami                         | F1                              | Jackie Stewart (Tyrrell-Ford)     | Peter Revson (McLaren-Ford)         | Emerson Fittipaldi (Lotus-Ford)       | Denis Hulme (McLaren-Ford)       | Emerson Fittipaldi (Lotus-Ford)  |                                 |                                 |
| VIII  | 1974          | Kyalami                         | F1                              | Carlos Reutemann (Brabham-Ford)   | Jean-Pierre Beltoise (B.R.M.)       | Mike Hailwood (McLaren-Ford)          | Niki Lauda (Ferrari)             | Carlos Reutemann (Brabham-Ford)  |                                 |                                 |
| IX    | 1975          | Kyalami                         | F1                              | Jody Scheckter (Tyrrell-Ford)     | Carlos Reutemann (Brabham-Ford)     | Patrick Depailler (Tyrrell-Ford)      | Carlos Pace (Brabham-Ford)       | Carlos Pace (Brabham-Ford)       |                                 |                                 |
| X     | 1976          | Kyalami                         | F1                              | Niki Lauda (Ferrari)              | James Hunt (McLaren-Ford)           | Jochen Mass (McLaren-Ford)            | James Hunt (McLaren-Ford)        | Niki Lauda (Ferrari)             |                                 |                                 |
| XI    | 1977          | Kyalami                         | F1                              | Niki Lauda (Ferrari)              | Jody Scheckter (Wolf-Ford)          | Patrick Depailler (Tyrrell-Ford)      | James Hunt (McLaren-Ford)        | John Watson (Brabham-Alfa Romeo) |                                 |                                 |
| XII   | 1978          | Kyalami                         | F1                              | Ronnie Peterson (Lotus-Ford)      | Patrick Depailler (Tyrrell-Ford)    | John Watson (Brabham-Alfa Romeo)      | Niki Lauda (Brabham-Alfa Romeo)  | Mario Andretti (Lotus-Ford)      |                                 |                                 |
| XIII  | 1979          | Kyalami                         | F1                              | Gilles Villeneuve (Ferrari)       | Jody Scheckter (Ferrari)            | Jean-Pierre Jarier (Tyrrell-Ford)     | Jean-Pierre Jabouille (Renault)  | Gilles Villeneuve (Ferrari)      |                                 |                                 |
| XIV   | 1980          | Kyalami                         | F1                              | René Arnoux (Renault)             | Jacques Laffite (Ligier-Ford)       | Didier Pironi (Ligier-Ford)           | Jean-Pierre Jabouille (Renault)  | René Arnoux (Renault)            |                                 |                                 |
| XV    | 1981          | Kyalami                         | FL                              | Carlos Reutemann (Williams-Ford)  | Nelson Piquet (Brabham-Ford)        | Elio de Angelis (Lotus-Ford)          | Nelson Piquet (Brabham-Ford)     | Carlos Reutemann (Williams-Ford) |                                 |                                 |
| XVI   | 1982          | Kyalami                         | F1                              | Alain Prost (Renault)             | Carlos Reutemann (Williams-Ford)    | René Arnoux (Renault)                 | René Arnoux (Renault)            | Alain Prost (Renault)            |                                 |                                 |
| XVII  | 1983          | Kyalami                         | F1                              | Riccardo Patrese (Brabham-BMW)    | Andrea de Cesaris (Alfa Romeo)      | Nelson Piquet (Brabham-BMW)           | Patrick Tambay (Ferrari)         | Nelson Piquet (Brabham-BMW)      |                                 |                                 |
| XVIII | 1984          | Kyalami                         | F1                              | Niki Lauda (McLaren-TAG Porsche)  | Alain Prost (McLaren-TAG Porsche)   | Derek Warwick (Renault)               | Nelson Piquet (Brabham-BMW)      | Patrick Tambay (Renault)         |                                 |                                 |
| XIX   | 1985          | Kyalami                         | F1                              | Nigel Mansell (Williams-Honda)    | Keke Rosberg (Williams-Honda)       | Alain Prost (McLaren-TAG Porsche)     | Nigel Mansell (Williams-Honda)   | Keke Rosberg (Williams-Honda)    |                                 |                                 |
|       | 1986 bis 1991 | kein Großer Preis von Südafrika | kein Großer Preis von Südafrika | kein Großer Preis von Südafrika   | kein Großer Preis von Südafrika     | kein Großer Preis von Südafrika       | kein Großer Preis von Südafrika  | kein Großer Preis von Südafrika  | kein Großer Preis von Südafrika | kein Großer Preis von Südafrika |
| XX    | 1992          | Kyalami                         | F1                              | Nigel Mansell (Williams-Renault)  | Riccardo Patrese (Williams-Renault) | Ayrton Senna (McLaren-Honda)          | Nigel Mansell (Williams-Renault) | Nigel Mansell (Williams-Renault) |                                 |                                 |
| XXI   | 1993          | Kyalami                         | F1                              | Alain Prost (Williams-Renault)    | Ayrton Senna (McLaren-Ford)         | Mark Blundell (Ligier-Renault)        | Alain Prost (Williams-Renault)   | Alain Prost (Williams-Renault)   |                                 |                                 |
|       | seit 1994     | kein Großer Preis von Südafrika | kein Großer Preis von Südafrika | kein Großer Preis von Südafrika   | kein Großer Preis von Südafrika     | kein Großer Preis von Südafrika       | kein Großer Preis von Südafrika  | kein Großer Preis von Südafrika  |                                 |                                 |

| Legende   | Legende                                                                                              | Legende                                                     |
| Abkürzung | Klasse                                                                                               | Kommentar                                                   |
| --------- | --- | ----------------------------------------------------------- |
| F1        | Formel 1                                                                                             | Formel-1-Weltmeisterschaft ab 1950                          |
| F2        | Formel 2                                                                                             |                                                             |
| FL        | Formula libre                                                                                        | Fahrzeugklasse in der Regel vom Veranstalter ausgeschrieben |
| SW        | Sportwagen                                                                                           |                                                             |
| TW        | Tourenwagen                                                                                          |                                                             |
| GP        | Grand-Prix-Fahrzeuge                                                                                 |                                                             |
|           | ↓ Durchgehende graue Linien zeigen an, wann in der Geschichte auf einem neuen Kurs gefahren wurde. ↓ |                                                             |
|           | |                                                             |
|           | Einträge mit hellrotem Hintergrund waren keine Läufe zur Automobil- bzw. Formel-1-Weltmeisterschaft. |                                                             |
|           | Einträge mit gelbem Hintergrund waren Läufe zur Europameisterschaft.                                 |                                                             |

## Tödliche Unfälle
1936 wurde eine Zuschauerin von Roy Evans’ Wagen erfasst und tödlich verletzt. Peter Revson kam 1974 bei Testfahrten für den anstehenden Grand Prix mit einem Shadow ums Leben. Ebenfalls für Shadow fuhr Tom Pryce, der beim Rennen 1977 den Streckenposten Frederik Jansen van Vuuren bei voller Fahrt überfuhr und von einem Feuerlöscher am Kopf getroffen wurde, den der Streckenposten mitführte. Beide waren auf der Stelle tot.